# Sonate K. 399
La sonate K. 399 (F.345/L.274) en ut majeur est une œuvre pour clavier du compositeur italien Domenico Scarlatti.

## Présentation
La sonate K. 399 en ut majeur, notée Allegro, est la seconde d'une paire formée avec la sonate précédente.

## Manuscrits
Le manuscrit principal est le numéro 12 du volume IX de Venise (1754), copié pour Maria Barbara ; les autres sources manuscrites étant Parme XI 12, Münster III 38, Vienne E 34 et le numéro 23 du manuscrit Ayerbe de Madrid (E-Mc, ms. 3-1408).

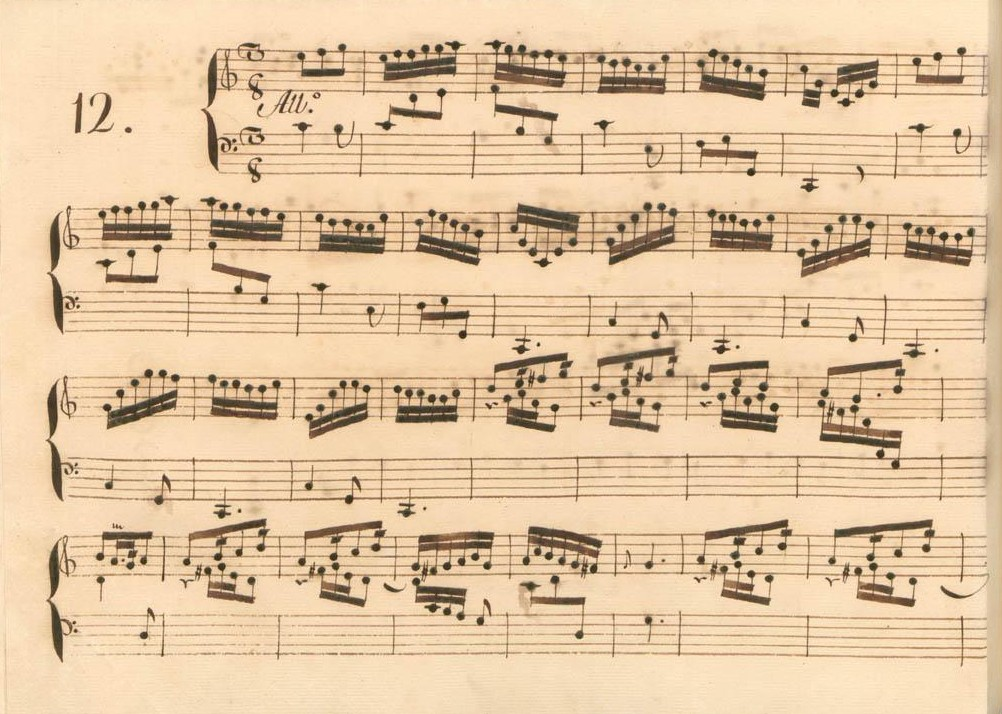
Parme XI 12.
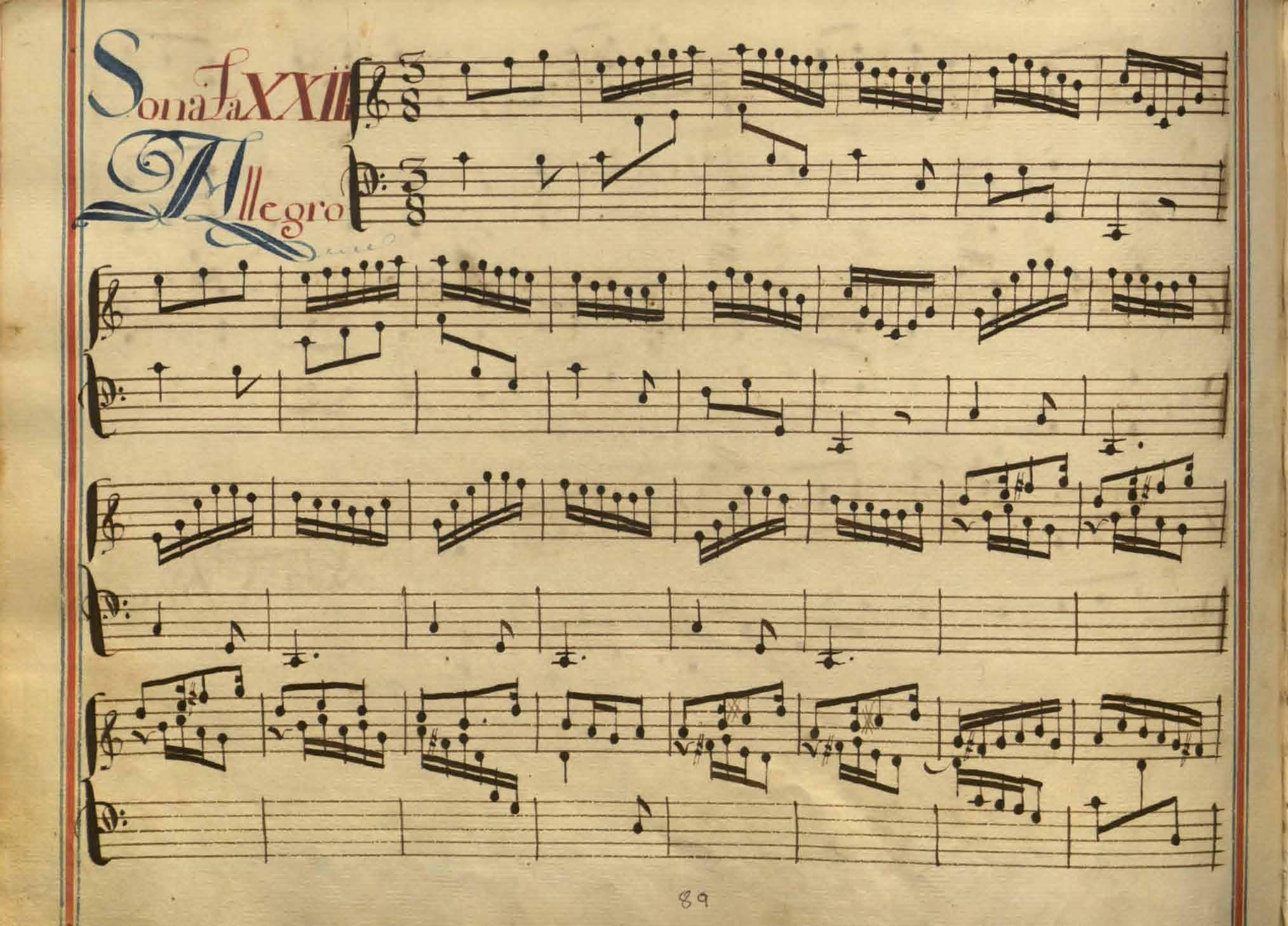
Madrid, sonate no 23.

## Interprètes
La sonate K. 399 est peu enregistrée. Cependant elle est interprétée au piano par Goran Filipec (2017, Naxos, vol. 19) et Carlo Grante (2013, Music & Arts vol. 4) ; au clavecin par Scott Ross (1985, Erato), Colin Tilney (Dorian/Sono Luminus), Richard Lester (2003, Nimbus, vol. 4) et Pieter-Jan Belder (Brilliant Classics).

## Sources
: document utilisé comme source pour la rédaction de cet article.
- Ralph Kirkpatrick (trad. de l'anglais par Dennis Collins), Domenico Scarlatti, Paris, Lattès, coll. « Musique et Musiciens », 1982 (1re éd. 1953 (en)), 493 p. (OCLC 954954205, BNF 34689181).
- Alain de Chambure, « Domenico Scarlatti : Intégrale des sonates — Scott Ross », p. 204, Erato (2564-62092-2), 1985 (OCLC 891183737) .
- (es) Laura Cuervo Calvo, « El manuscrito Ayerbe : una fuente española de las sonatas de Domenico Scarlatti de mediados del siglo XVIII », Ad Parnassum, Ut Orpheus Edizioni, vol. 13, no 25,‎ avril 2015, p. 1–26 (ISSN 1722-3954, OCLC 1006521868, lire en ligne)